# Toutainville
Toutainville es una localidad y comuna francesa situada en la región de Alta Normandía, departamento de Eure, en el distrito de Bernay y cantón de Pont-Audemer, en el valle del Corbie.

## Demografía
| 716 | 764 | 971 | 909 | 960 | 1013 |
| Para los censos de 1962 a 1999 la población legal corresponde a la población sin duplicidades (Fuente: INSEE [Consultar]) |     |     |     |     |      |

## Personalidades ligadas a la comuna
- Bruno Putzulu, actor.